# Park der Slowenischen Reformation
Der Park der Slowenischen Reformation (slowenisch Park slovenske reformacije) ist ein Park im Zentrum von Ljubljana, der Hauptstadt Sloweniens (Stadtteil Ajdovščina). 
Der Park liegt südlich der Laibacher Evangelischen Kirche Primož Trubar. Westen wird er begrenzt durch die Župančičeva ulica und im Süden durch Puharjeva ulica und Štefanova ulica.

## Geschichte
Der Park wurde in den 1960er Jahren zur Begrünung eines dicht bebauten Stadtgebietes errichtet. Er wechselte mehrfach seinen Namen: ab 1967 Leninov park (Leninpark), 1991 Park Ajdovščina (Ajdovščina-Park), 1995 Argentinski park (Argentinienpark). 2000 wurde die Anlage auf Initiative des Slowenischen protestantischen Vereins Primož Trubar in Park der Slowenischen Reformation umbenannt.

## Sehenswürdigkeiten und Gebäude
- Evangelische Kirche Primož Trubar

### Skulpturen
- Denkmal der slowenischen protestantischen Schriftsteller  (slowenisch Spomenik slovenskim protestantskim piscem) in Erinnerung an    Bibelübersetzer des 16. Jahrhunderts, Primož Trubar, Juri Dalmatin, Adam Bohorič und Sebastijan Krelj, die Begründer der slowenischen Schriftsprache. Die Bronzeskulptur des Bildhauers Luj Vodopivec wurde 2010 enthüllt und stellt einen schlafenden Kopf dar, der auf einer sanften grasbewachsenen Anhöhe ruht und über dem drei Bücher schweben. Das Kunstwerk soll den Menschen symbolisieren, der Energie aus der Natur schöpft. Es steht hinter der Rückseite der Evangelischen Kirche direkt an der Župančičeva ulica.[4][5][6]
- Denkmal für die Illegalen (slowenisch Spomenik ilegalcem) in Erinnerung für diejenigen Personen, denen während des Zweiten Weltkriegs in den Jahren 1941 bis 1945 der Aufenthalt in Ljubljana durch die italienischen und deutschen Besatzer verboten war.  Die Bronzeskulptur des Künstlers Franc Smerdu wurde 1953 aufgestellt und steht an der Štefanova ulica am südöstlichen Parkende.[7]